# Греко-англійський лексикон Лідделла-Скотта
Греко-англійський лексикон Лідделла-Скотта, який часто називають Liddell & Scott (/ˈlɪdəl/) або Liddell–Scott–Jones (LSJ), — це стандартна лексикографічна робота з давньогрецької мови.

## Опис видання
Греко-англійський лексикон Лідделла-Скотта спочатку редаговано Генрі Джорджем Лідделлом, Робертом Скоттом, Генрі Стюарт Джонс і Родерік Маккензі та опубліковано у 1843 році видавництвом Оксфордського університету Oxford University Press.
Греко-англійський лексикон Лідделла-Скотта було переглянуто для дев'ятого видання 1940 року. Існують скорочені версії та доповнення. Спочатку він був основою для Кембриджського грецького лексикону 2021 року, хоча згодом його повністю переписали з нуля.

## Інтернет-ресурси
- Digitalisate bei archive.org
- Online-Ausgabe bei Perseus (mit einigen Fehlern)
- Suchmaske der Ausgabe bei Perseus

- Website  of the most recent print edition at the Oxford University Press

### Електронні видання
- The Online Liddell–Scott–Jones Greek–English Lexicon at the Thesaurus Linguae Graecae
- LSJ at Perseus: Word study tool; Search headwords and English definitions; Browse text Because it is not easy to computer-typeset breves and macrons in Greek, the Perseus transcription is "α^" for a short alpha, and "α_" for a long alpha.
- LSJ at Harvard's Archimedes Project
- LSJ at Univ. of Chicago [Архівовано 28 липня 2020 у Wayback Machine.]
- LSJ in wiki format and diacritics insensitive search in Greek and Latin characters
- Modern Greek version of LSJ by the University of the Aegean
- LSJ via the Philologus online interface

### Скан-копіїGreat Scott
- Fourth edition (1855) (archive.org)
- Sixth edition (1869) (archive.org)
- Seventh edition (1883) (archive.org)
- Eighth edition (1901) (archive.org)
- Ninth edition (1940) vol. 1 (archive.org)
- Ninth edition (1940) vol. 2 (archive.org)
- American edition (1853), ed. Henry Drisler (archive.org)